# Requiem (album Bathory)
Requiem – siódma płyta szwedzkiego zespołu muzycznego Bathory. Wydana 14 listopada 1994 roku.

## Lista utworów
1. „Requiem” – 5:00
2. „Crosstitution” – 3:17
3. „Necroticus” – 3:19
4. „War Machine” – 3:19
5. „Blood and Soil” – 3:35
6. „Pax Vobiscum” – 4:13
7. „Suffocate” – 3:36
8. „Distinguish to Kill” – 3:16
9. „Apocalypse” – 3:50

## Twórcy
- Ace „Quorthon Seth” Thomas Forsberg – śpiew, gitara
- Kothaar – gitara basowa
- Vvornth – instrumenty perkusyjne
- The Boss – produkcja